# Osmunda laciniata
Osmunda laciniata là một loài dương xỉ trong họ Osmundaceae. Loài này được Noronha mô tả khoa học đầu tiên năm 1827.
Danh pháp khoa học của loài này chưa được làm sáng tỏ. 